# Omicidio di Martha Moxley
L’omicidio di Martha Elizabeth Moxley è un caso di cronaca nera avvenuto nel 1975; Marta Moxley, una liceale di quindici anni che viveva a Greenwich (nel Connecticut) venne assassinata, delitto del quale fu accusato il coetaneo Michael Skakel. Quest’ultimo è stato condannato nel 2002 a vent’anni di carcere e rilasciato su cauzione nel 2013.
L’accaduto ha generato una notevole attenzione globale in quanto Skakel è nipote di Ethel Skakel Kennedy, vedova del senatore statunitense Robert F. Kennedy.

## L’omicidio
La sera del 30 ottobre 1975, la quindicenne Martha Moxley uscì con degli amici per partecipare alla cosiddetta “notte dei misfatti”, durante la quale i giovani del quartiere si intrattenevano suonando a citofoni e campanelli e giocando scherzi al vicinato, ad esempio tirando della carta igienica sulle abitazioni. Secondo le testimonianze dei ragazzi, Moxley iniziò a flirtare con Thomas Skakel, fratello maggiore di Michael Skakel, arrivando a baciarlo. La ragazza venne vista l’ultima volta insieme a Thomas: i due “caddero dietro la recinzione” vicino alla piscina nel cortile di Skakel, intorno alle 21:30.
Il giorno successivo, il corpo della Moxley venne ritrovato sotto un albero del cortile della sua famiglia; i suoi pantaloni e la biancheria intima erano stati abbassati, ma non presentava tracce di violenze sessuali. Vicino al corpo sono stati rinvenuti pezzi di una mazza da golf in ferro rotta. L’autopsia ha rilevato che la ragazza era stata picchiata e pugnalata con la mazza, la quale risaliva alla residenza degli Skakel.

## Indagine e processo

### Prime indagini
Thomas Skakel era l’ultima persona vista con la Moxley la notte dell’omicidio, ragion per cui divenne il principale sospettato, ma suo padre proibì l’accesso ai documenti relativi alla condotta scolastica e alla salute mentale del ragazzo. Anche Kenneth Littleton, tutor della famiglia Skakel che aveva iniziato il suo nuovo lavoro poche ore prime dell’omicidio, divenne uno dei principali indagati. Tuttavia, nessuna accusa venne lanciata e per decenni rimase un cold case.
Nel corso degli anni, sia Thomas che Michael Skakel hanno modificato significativamente i loro alibi per la notte dell’omicidio: Michael ha affermato di aver spiato da una finestra dell’abitazione dei Moxley e di essersi masturbato su un albero accanto alla proprietà dalle 23:30 alle 00:30. Due ex studenti della Élan School, un centro di cura per ragazzi in difficoltà, hanno testimoniato di aver sentito Michael confessare di aver ucciso la Moxley con una mazza da golf. Gregory Coleman, uno dei due testimoni, affermò che a Michael erano stati concessi privilegi speciali e che si era vantato del fatto che l’avrebbe fatta franca con l’omicidio, essendo un Kennedy.

### Riapertura delle indagini
Nel 1991, William Kennedy Smith fu processato e assolto per stupro; in quel periodo, girarono voci secondo le quali Smith era presente nella casa degli Skakel la notte della morte di Moxley, insinuando un suo coinvolgimento nella morte della ragazza. Nonostante tale teoria si rivelò priva di fondamento, portò alla riapertura del caso, allora giunto a un punto morto. La Sutton Associates, un’agenzia investigativa privata assunta da Rushton Skakel nel 1991, condusse le proprie indagini sull’omicidio. Il rapporto Sutton, poi trapelato dai media, rivelò che Thomas e Michael avevano cambiato le versioni dei loro spostamenti la notte della morte di Moxley.
Nel 1993, l’autore Dominick Dunne (padre dell’attrice assassinata Dominique Dunne) pubblicò il romanzo Una stagione al Purgatorio, una storia di fantasia chiaramente ispirata al caso Moxley. Il libro Omicidio a Greenwich di Mark Fuhrman ipotizzava che l’assassino fosse Michael Skakel, sottolineando i numerosi errori commessi dalla polizia durante le indagini iniziali. Anche negli anni precedenti, prima della pubblicazione dei volumi, alcune persone come i poliziotti di Greenwich Steve Carroll e Frank Garr, così come il reporter della polizia Leonard Levitt, si erano convinti che Michael Skakel fosse l’assassino.

### Processo
Nel giugno 1998, un gran giurì composto da un solo uomo raramente consultato venne convocato per esaminare le prove del caso. Dopo un’indagine di diciotto mesi, si decise che c’erano sufficienti prove per accusare Michael Skakel di omicidio. Il 9 gennaio 2000, venne emesso un mandato d’arresto per un minorenne anonimo in correlazione all’omicidio di Moxley. Skakel si consegnò alle autorità più tardi in quella stessa giornata, ma fu rilasciato poco dopo pagando una cauzione di 500.000 dollari. Il 14 marzo, Skakel è stato accusato di omicidio in un tribunale per minorenni, dal momento che aveva quindici anni al momento dell’omicidio della Moxley. Il 31 gennaio 2001, un giudice ha stabilito che Skakel sarebbe stato processato da adulto.
Il processo contro Skakel è iniziato il 7 maggio 2002 a Norwalk, nel Connecticut; Skakel venne rappresentato dall’avvocato Michael Sherman. L’alibi di Michael era che, al momento dell’omicidio, si trovava a casa di suo cugino. Durante il processo, la giuria ascoltò parte della registrazione di una proposta di libro che includeva un’affermazione di Sakel secondo la quale si sarebbe masturbato su un albero la notte dell’omicidio della Moxley (forse lo stesso albero sotto il quale fu rinvenuto il cadavere della ragazza la mattina successiva) e che fosse andato nel panico in quanto temeva di essere stato visto; ciò nonostante, nella proposta di libro, Skakel non ammette di aver commesso l’omicidio. I pubblici ministeri sovrapposero la registrazione con le immagini grafiche raffiguranti il corpo di Moxley in una presentazione multimediale computerizzata mostrata ai giurati durante le discussioni conclusive. Sebbene la giuria avesse ascoltato l’intero nastro, durante le discussioni conclusive il pubblico ministero ha escluso la riproduzione della parte dell’audio nella quale si parlava di masturbazione, facendolo sembrare una confessione di omicidio.
Il 7 giugno 2002, Skakel è stato riconosciuto come colpevole dell’omicidio della Moxley ed è stato condannato a vent’anni di carcere. Fu assegnato al Garner Correctional Institution a Newton, nel Connecticut.

## Michael Skakel
Michael Christopher Skakel (19 settembre 1960) è il quintogenito di sette figli, nati da Rushton Walter Skakel e da Anne Reynolds. La sorella di Rushton, Ethel, è vedova del senatore statunitense Robert F. Kennedy, mentre il nonno di Skakel, George, è stato il fondatore della Great Lakes Carbon Corporation, una compagnia di carbone che rappresenta una delle più grandi e ricche società private degli Stati Uniti.
La famiglia Skakel viveva nel quartiere benestante di Belle Haven a Greenwich, nel Connecticut. Dopo la morte della madre nel 1973 per un tumore al cervello, Skakel iniziò a fare abuso di alcol. Non era un bravo studente: secondo quanto riferito, fu bocciato in una dozzina di scuole. Era dislessico, ma il disturbo non gli venne diagnosticato fino all’età di 26 anni. Il cugino di Skakel, Robert F. Kennedy Jr., in seguito lo descrisse come un bambino piccolo e sensibile, vittima di un padre alcolizzato e violento che alle volte lo ignorava e altre abusava di lui. Secondo i vicini e amici di famiglia, i ragazzi Skakel erano in possesso di somme di denaro illimitate ed erano perlopiù senza supervisione.
Nel 1978, Skakel fu arrestato per guida in stato di ebbrezza nello Stato di New York. Per evitare delle accuse penali, la sua famiglia lo mandò alla scuola Élan a Poland, nel Maine, affinché potesse ricevere cure per la sua dipendenza da alcol. Scappò di scuola due volte prima di andarsene definitivamente dopo due anni. In seguito, Michael frequentò il Curry College di Milton, nel Massachusetts, conseguendo a una laurea in inglese. Durante gli Anni Ottanta ha frequentato diverse strutture per riabilitazione, raggiungendo la sobrietà a vent’anni circa. Skakel intraprese la carriera di atleta professionista, gareggiando sul circuito internazionale di sci di velocità, apparendo alle Olimpiadi invernali del 1992 ad Albertville, in Francia. Nel 1991, Skakel sposò la golfista professionista Margot Sheridan, dalla quale ha avuto un figlio. Sheridan ha chiesto il divorzio poco dopo l’arresto di Skakel per l’omicidio di Moxley nel gennaio 2000 e la separazione è stata conclusa nel 2001.

## Dopo il processo
Nel gennaio 2003, Robert F. Kennedy Jr. scrisse un articolo controverso su The Atlantic Monthly intitolato “Un aborto spontaneo della giustizia”, insistendo sul fatto che l’azione penale di Skakel “è stata innescata da media infiammati e che adesso un uomo innocente è in prigione”. Kennedy sosteneva che c’erano altre prove che indicavano che Kenneth Littleton, il tutore della famiglia Skakel, avesse ucciso Moxley. Inoltre, accusò Dominick Dunne di essere la “forza trainante” dietro la colpevolizzazione di Skakel. Nel luglio 2016, Kennedy ha pubblicato un libro in difesa di Skakel intitolato Framed (Incastrato).

### Ricorsi
Skakel ha continuato a battersi per proclamare la sua innocenza. Nel novembre 2003 ha presentato ricorso alla Corte Suprema del Connecticut, sostenendo che fosse stato commesso un errore, in quanto avrebbe dovuto essere processato da un tribunale per minori piuttosto che da una Corte superiore, che i termini di prescrizione erano scaduti sulle accuse a suo carico e che c’era stata una cattiva condotta dell’accusa. Il 12 gennaio 2006, la Corte Suprema del Connecticut ha respinto le affermazioni di Skakel. Successivamente, Skakel ha parlato con Theodore Olson, il quale ha presentato una petizione per un atto di certiorari per conto di Skakel davanti alla Corte Suprema degli Stati Uniti il 12 luglio 2006. Il 13 novembre 2006, la Corte Suprema ha rifiutato di riesaminare il caso.
Nel 2007, Hope Seeley e Hubert Santos, i nuovi avvocati di Skakel, hanno presentato delle petizioni per un atto di habeas corpus e una mozione per incitare a un nuovo processo presso il tribunale del Connecticut che aveva ascoltato originariamente il caso. Il nuovo processo sarebbe stato basato su una teoria coinvolgente un ex compagno di Skakel, Gitano “Tony” Bryant: in un’intervista registrata nell’agosto 2003 con Vito Colucci, un investigatore privato assunto da Skakel, Bryant disse che la notte dell’omicidio della Moxley uno dei suoi amici aveva espresso intenzione di violentare la ragazza. Bryant affermò di non essersi fatto avanti in precedenza perché sua madre lo aveva avvertito che, essendo afroamericano, probabilmente sarebbe stato incastrato per l’omicidio irrisolto. Un’udienza di due settimane nell’aprile 2007 consentì la presentazione di tali prove; a settembre, gli avvocati di Skakel presentarono una petizione, in parte basata sulle affermazioni di Bryant, chiedendo un nuovo processo. I pubblici ministeri risposero formalmente che Bryant avrebbe potuto aver inventato la storia per vendere un’opera teatrale sul caso.
La nuova squadra di difesa di Skakel assunse un gruppo di investigatori a tempo pieno per riesaminare le informazioni sul caso, in particolar modo un libro sulla scuola di Élan, in preparazione all’udienza. Sostennero che nessun residente di Élan che conosceva Skakel, a parte Gregory Coleman, aveva mai fatto alcun riferimento alla confessione di Michael, incluso l’autore del libro.
Il 25 ottobre 2007, un giudice della Corte Superiore ha respinto la richiesta di un nuovo processo, affermando che la testimonianza di Bryant non era credibile e che non c’erano prove di cattiva condotta dell’accusa nel processo originale. L’avvocato di Skakel si è riferito alla Corte Suprema del Connecticut e il 26 marzo 2009 un consiglio di cinque giudici della corte ha ascoltato le argomentazioni su questo ricorso. Il 12 aprile 2010, la giuria si è dichiarata contraria all’appello di Skakel.
Skakel ha presentato ricorso ricorso sulla base di accusa di incompetenza contro Michael Sherman, il suo avvocato durante il processo. In un’udienza dell’aprile 2013 a Vernon, nel Connecticut, Skakel testimoniò che Sherman, piuttosto che concentrarsi sulla sua difesa, si era goduto la popolarità che comportava il caso. Inoltre, Skakel affermò che Sherman era più interessato a riscuotere commissioni per risolvere i propri problemi finanziari piuttosto che a occuparsi realmente di scagionare Skakel. Sherman testimoniò in difesa delle sue azioni, pur continuando a mantenere  la sua fede nell’innocenza di Skakel nell’omicidio dei Moxley.
Skakel è stato imprigionato presso il MacDougall-Walker Correctional Institution di Suffield, nel Connecticut. Il 24 gennaio 2012, Skakel e i suoi avvocati hanno chiesto una riduzione della pena, sostenendo che avrebbe dovuto essere processato in un tribunale per minori. Il 5 marzo 2012, non ha ottenuto una riduzione della pena.
La prima udienza per la libertà vigilata di Skakel si è tenuta il 24 ottobre 2012, ma a Skakel è stata negata. Ha continuato a negare l'omicidio. L’udienza successiva per la libertà vigilata è stata fissata per l’ottobre 2017.

### 2013
Il 23 ottobre 2013, Skakel ha ottenuto un nuovo processo dal giudice del Connecticut Thomas A, Bishop, il quale ha stabilito che Michael Sherman non rappresentò adeguatamente Skakel nella condanna del 2002. I pubblici ministeri hanno dichiarato che avrebbero esaminato la questione. John Moxley, il fratello della vittima, ha affermato che la sentenza è giunta inaspettata alla sua famiglia e che speravano che lo Stato vincesse l’appello.
Nella sua sentenza, Bishop ha scritto che la difesa per un caso del genere richiede attenzione ai dettagli, un’indagine energetica e un piano di difesa coerente.
Il 21 novembre 2013, Skakel è stato rilasciato con una cauzione di 1,2 milioni di dollari; secondo le condizioni, avrebbe dovuto essere monitorato tramite un dispositivo GPS, non avrebbe potuto avere alcun contatto con la famiglia della Moxley, avrebbe dovuto effettuare periodicamente un controllo telefonico e non sarebbe stato autorizzato a lasciare lo Stato del Connecticut senza un permesso, sebbene da allora si sia trasferito nella contea di Westchester, New York.

### 2016
Nel dicembre 2016, la Corte Suprema del Connecticut ha ripristinato la condanna per omicidio di Skakel con una decisione a maggioranza di 4 contro 3, scrivendo che la sua condanna era il risultato di prove "schiaccianti" presentate dai pubblici ministeri e che la sua rappresentanza legale era stata adeguata.

### 2018
Nel gennaio 2018, i pubblici ministeri hanno chiesto alla Corte suprema del Connecticut di revocare la cauzione di Skakel e di riportarlo in prigione affinché riprendesse a scontare la pena. Tuttavia, il 4 maggio, la Corte Suprema del Connecticut ha annullato la condanna di Skakel e ha ordinato un nuovo processo. La corte ha stabilito che Sherman non avesse avuto un’assistenza efficace, in quanto non era riuscito a contattare un testimone alibi il cui nome era stato fornito da Skakel e che, di conseguenza, Skakel è stato privato di un processo equo. I pubblici ministeri di Stamford avevano il potere di chiedere un nuovo processo contro Skakel.

### 2020
Il 30 ottobre 2020, il procuratore capo dello stato Richard Colangelo ha informato la Corte superiore che Skakel non sarebbe stato nuovamente processato.

## Nella cultura popolare
- Il caso è stato trattato nel quindicesimo episodio dell’ottava stagione di Unsolved Mysteries.
- La serie documentaristica City Confidential ha trattato l’omicidio di Moxley in una puntata.
- Nel 2014, il rapper Apathy, nato nel Connecticut, ha pubblicato una canzone intitolata "Martha Moxley (Rest in Peace)" contenente un campione di "Careless Whisper" di George Michael. La canzone fa ripetutamente, ma sottilmente, riferimento all'evento, nominando Moxley e Skakel per nome.
- Nel settembre 2017, i diritti del libro di Kennedy Framed sono stati ottenuti da FX Productions per sviluppare una serie televisiva.
- Nel giugno 2019, il canale Oxygen ha presentato in anteprima un documentario in tre parti intitolato Murder and Justice: The Case of Martha Moxley, condotto dall'analista legale ed ex pubblico ministero Laura Coates.
- Il 10 agosto 2020, Crime Junkie ha pubblicato un podcast sull'omicidio di Martha Moxley.